# Herbert II del Maine
Herbert II del Maine († 9 de març de 1062) fou el comte del Maine entre el 1051 i el 1062. Era un hugònida, fill d'Hug IV del Maine i Berta de Blois.

## Vida
Quan va morir el seu pare Hug IV Jofré II Martell, comte d'Anjou, va ocupar el Maine, expulsant-ne Berta i Gervasi de Château du Loir, bisbe de Le Mans, qui va fugir a la cort de Normandia.
El 1056 Herbert va escapar de Le Mans i ell mateix va acudir a la cort de Guillem I d'Anglaterra. Allà la seva germana Margarida estava promesa amb Robert II de Normandia. Herbert va prestar homenatge a Guillem pel seu domini al Maine, i el va fer hereter seu.
| Precedit per: Hug IV | Comte del Maine 1051 - 1062 | Succeït per: Gualter III |